# Muchacha italiana viene a casarse (série télévisée, 1969)
Pour les articles homonymes, voir Muchacha italiana viene a casarse.
 (septembre 2024).
Muchacha italiana viene a casarse est une telenovela argentine diffusée en 1969 par Teleteatro.

## Distribution
- Alejandra Da Passano : Valeria Dinatti
- Rodolfo Ranni : Juan Francisco Lindsay
- Gabriela Acher : Amalia
- Virginia Amestoy
- Norberto Aroldi : Humberto
- Alicia Berdaxagar
- Hilda Bernard
- Héctor Biuchet : Héctor
- Alba Castellanos : Elena
- Elena Cruz
- Jorge De La Riestra : Don Vittorio
- Víctor Fassari
- Ovidio Fuentes
- Iván Grondona : Amelio Orsini
- Zelmar Gueñol : Patricio
- Lydia Lamaison : Mercedes (grandmother of Valeria Dinatti)
- Natacha Nohani : Cecilia
- Horacio O'Connor : Ricardo
- Rene Roxana : Miss Cooper
- Flora Steinberg : Teresa
- María Valenzuela : Giana

## Diffusion internationale
| Pays      | Chaîne     | Titre                             | Série première |
| --------- | ---------- | --------------------------------- | -------------- |
| Argentine | Teleteatro | Muchacha italiana viene a casarse | 1969           |

## Autres versions
- Muchacha italiana viene a casarse (1971), réalisé par Alfredo Saldaña et Ernesto Alonso, produit par Ernesto Alonso pour Telesistema Mexicano, avec Angélica María et Ricardo Blume.
- Esa Provinciana (1983), réalisé par Eliseo Nalli pour Teleteatro, avec Camila Perisé et Juan José Camero.
- Victoria (1987), réalisé par Alfredo Gurrola et Ernesto Alonso, produit par Ernesto Alonso pour Televisa, avec Victoria Ruffo et Juan Ferrara.
- Muchacha italiana viene a casarse (2014), produit par réalisé par Pedro Damián pour Televisa, avec Livia Brito, José Ron, Nailea Norvind et Mike Biaggio.